# دانی بوررگرو
دانی بوررگرو (انگلیسی: Dani Borreguero؛ زادهٔ ۱۶ نوامبر ۱۹۷۵) بازیکن فوتبال اهل اسپانیا است.
از باشگاه‌هایی که در آن بازی کرده‌است می‌توان به باشگاه فوتبال هرکولس، باشگاه فوتبال الچه، باشگاه فوتبال پومفرادینا، و باشگاه فوتبال اسپورتینگ خیخون اشاره کرد.